# Chennai Mass Rapid Transit System

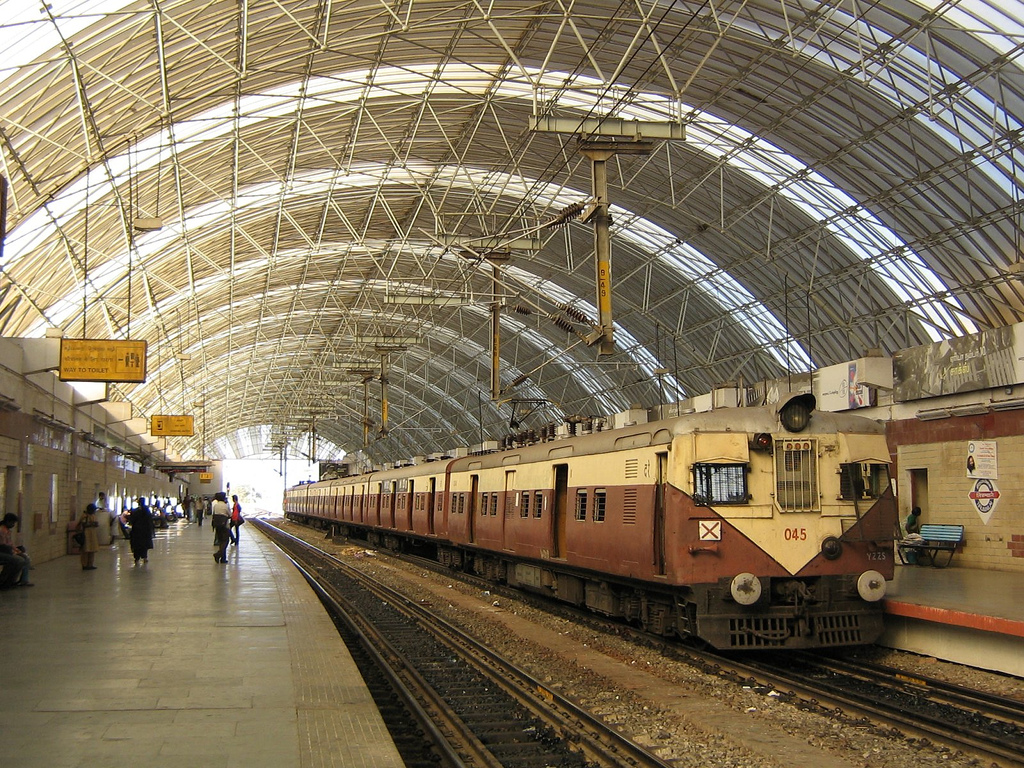
Zug des Mass Rapid Transit System Chennai im Bahnhof Tirumailai

Das Mass Rapid Transit System Chennai ist eine U-Bahn in Chennai, der Hauptstadt des indischen Bundesstaates Tamil Nadu. Sie besteht aus einer 19,4 Kilometer langen Strecke mit 18 Bahnhöfen und verläuft größtenteils als Hochbahn.

## Geschichte
Die Planungen für das Mass Rapid Transit System Chennai begannen 1984. Das Mass Rapid Transit System Chennai war als Ergänzung zur Chennaier Vorortbahn (Chennai Suburban Railway) konzipiert, um die mittleren und südlichen Teile der Stadt zu erschließen. Mit den Bauarbeiten wurde 1991 begonnen. Der erste Abschnitt von Chennai Beach bis Chepauk wurde 1995 eröffnet. 1997 folgte der Abschnitt bis Mylapore (Station Tirumailai). In einer zweiten Ausbauphase wurde die MRTS zunächst 2007 bis Velachery verlängert. Die Fertigstellung des letzten Abschnitts von Velachery bis zum Bahnhof St. Thomas Mount hat sich wegen eines Rechtsstreits um den Erwerb von Grundstücken erheblich verzögert. Bei Beendigung der zweiten Ausbauphase wird das Mass Rapid Transit System Chennai eine 24,7 Kilometer lange Strecke mit 21 Bahnhöfen umfassen.

## Streckennetz

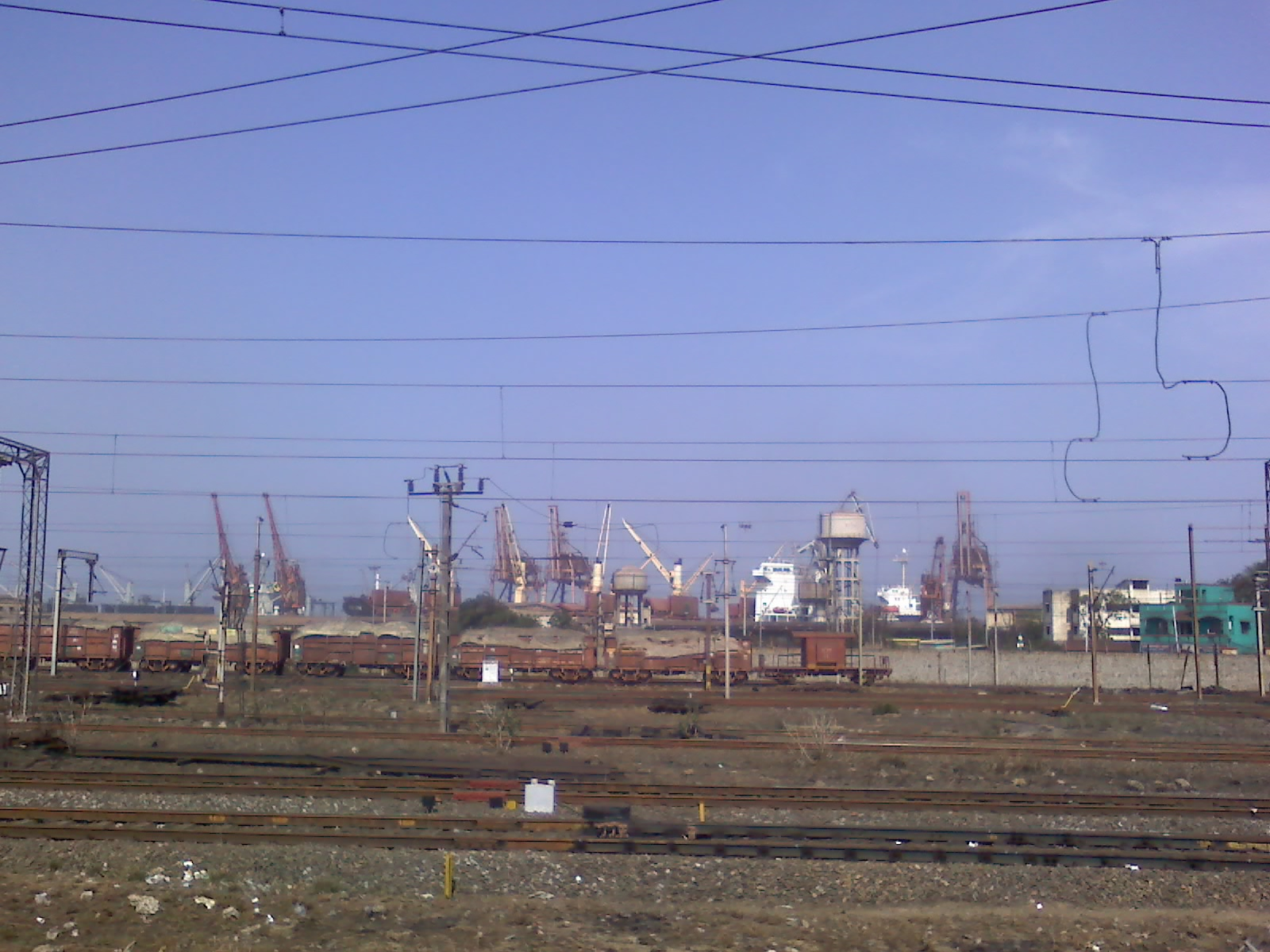
Ebenerdige Trasse bei Chennai Beach

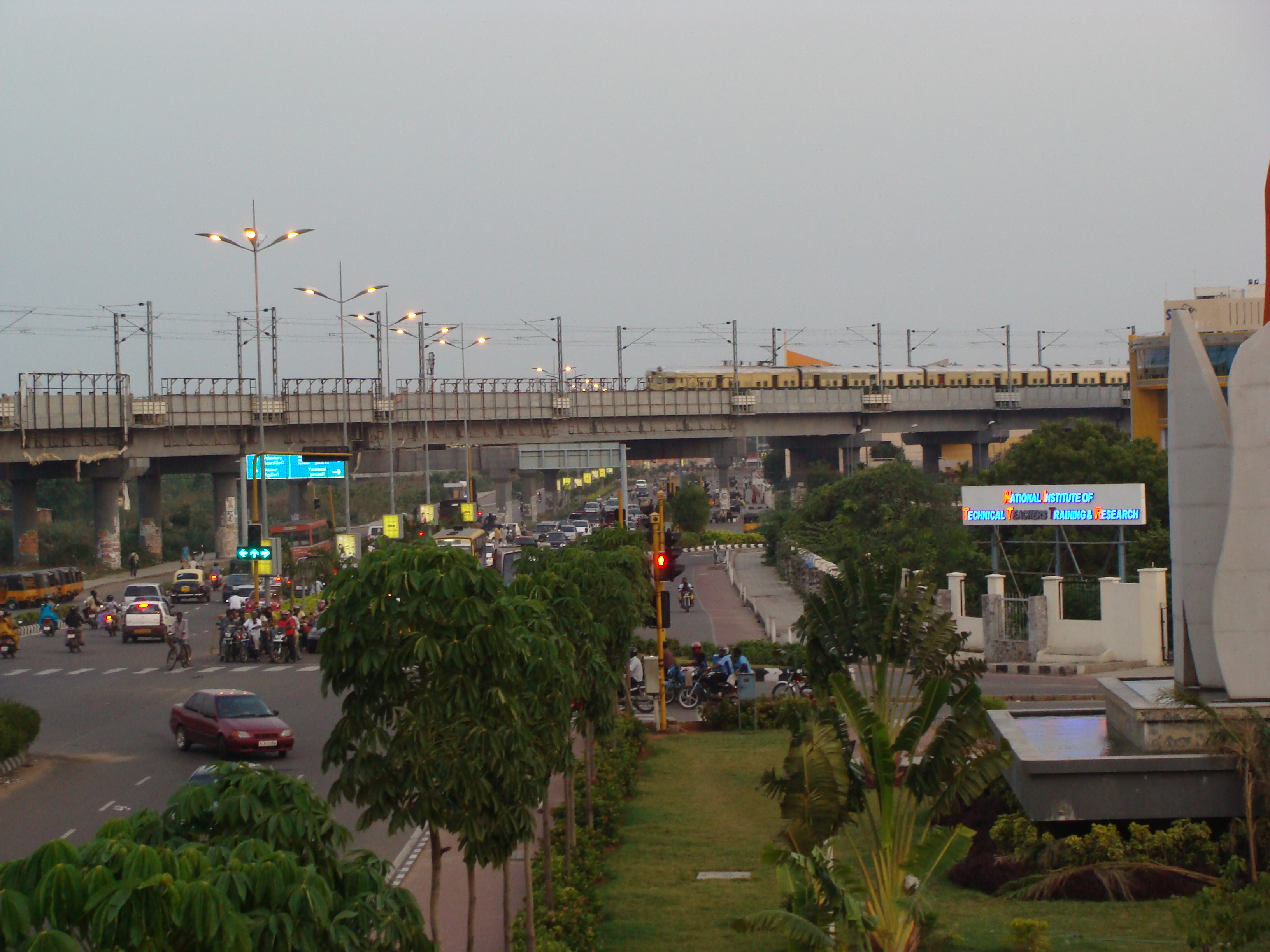
Hochbahntrasse der MRTS

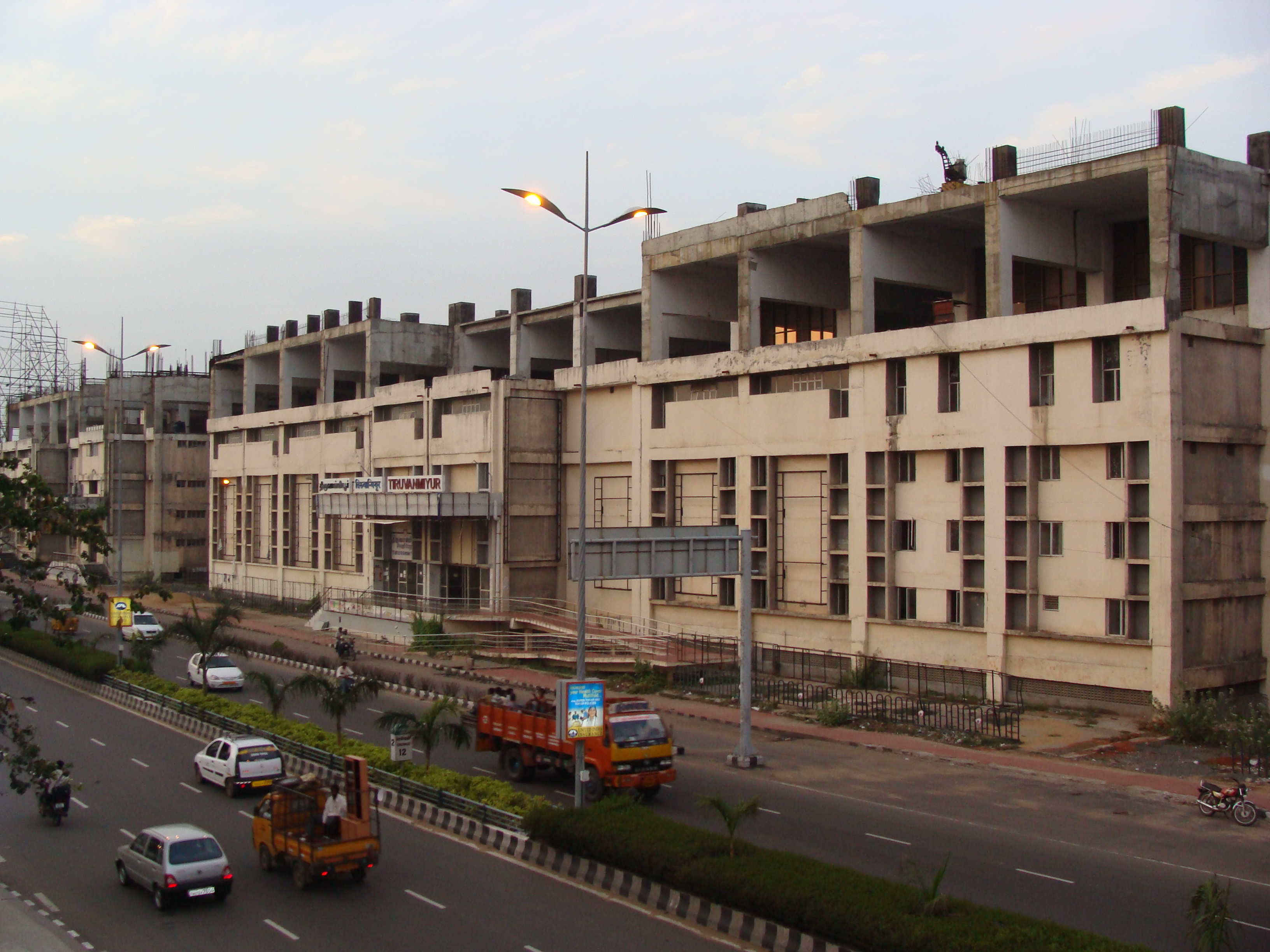
Der Bahnhof Tiruvanmiyur

Das Mass Rapid Transit System Chennai verläuft vom Bahnhof Chennai Beach nach Velachery. Dabei verläuft sie größtenteils in Nord-Süd-Richtung parallel zur Küste des Golfs von Bengalen. Der erste Streckenabschnitt ab Chennai Beach verläuft ebenirdisch, nach dem dritten Bahnhof Parktown wird die MRTS zur Hochbahn. Zwischen Parktown und Tirumailai folgt das Mass Rapid Transit System Chennai aufgeständert dem Verlauf des Buckingham Canal. Im letzten Abschnitt zwischen Perungudi und Velachery verläuft die MRTS wieder ebenirdisch.
| Nr. | Station                | km   | Eröffnung         |
| --- | ---------------------- | ---- | ----------------- |
| 1.  | Chennai Beach          | 0    | 16. November 1995 |
| 2.  | Chennai Fort           | 1,7  | 16. November 1995 |
| 3.  | Parktown               | 2,5  | 16. November 1995 |
| 4.  | Chintadripet           | 3,4  | 16. November 1995 |
| 5.  | Chepauk                | 5,0  | 16. November 1995 |
| 6.  | Tiruvallikeni          | 5,7  | 19. Oktober 1997  |
| 7.  | Light House            | 7,0  | 19. Oktober 1997  |
| 8.  | Mundakakanniamman Koil | 7,9  | 14. Mai 2014      |
| 9.  | Tirumailai             | 8,7  | 19. Oktober 1997  |
| 10. | Mandaveli              | 9,7  | 27. Januar 2004   |
| 11. | Greenways Road         | 11,0 | 27. Januar 2004   |
| 12. | Kotturpuram            | 11,9 | 27. Januar 2004   |
| 13. | Kasturba Nagar         | 12,8 | 27. Januar 2004   |
| 14. | Indira Nagar           | 13,8 | 27. Januar 2004   |
| 15. | Tiruvanmiyur           | 14,7 | 27. Januar 2004   |
| 16. | Taramani               | 16,6 | 19. November 2007 |
| 17. | Perungudi              | 17,7 | 19. November 2007 |
| 18. | Velachery              | 19,3 | 19. November 2007 |
| –   | (Puzhuthivakkam)       | 21,2 | geplant           |
| –   | (Adambakkam)           | 22,2 | geplant           |
| –   | (St. Thomas Mount)     | 24,2 | geplant           |

## Betrieb

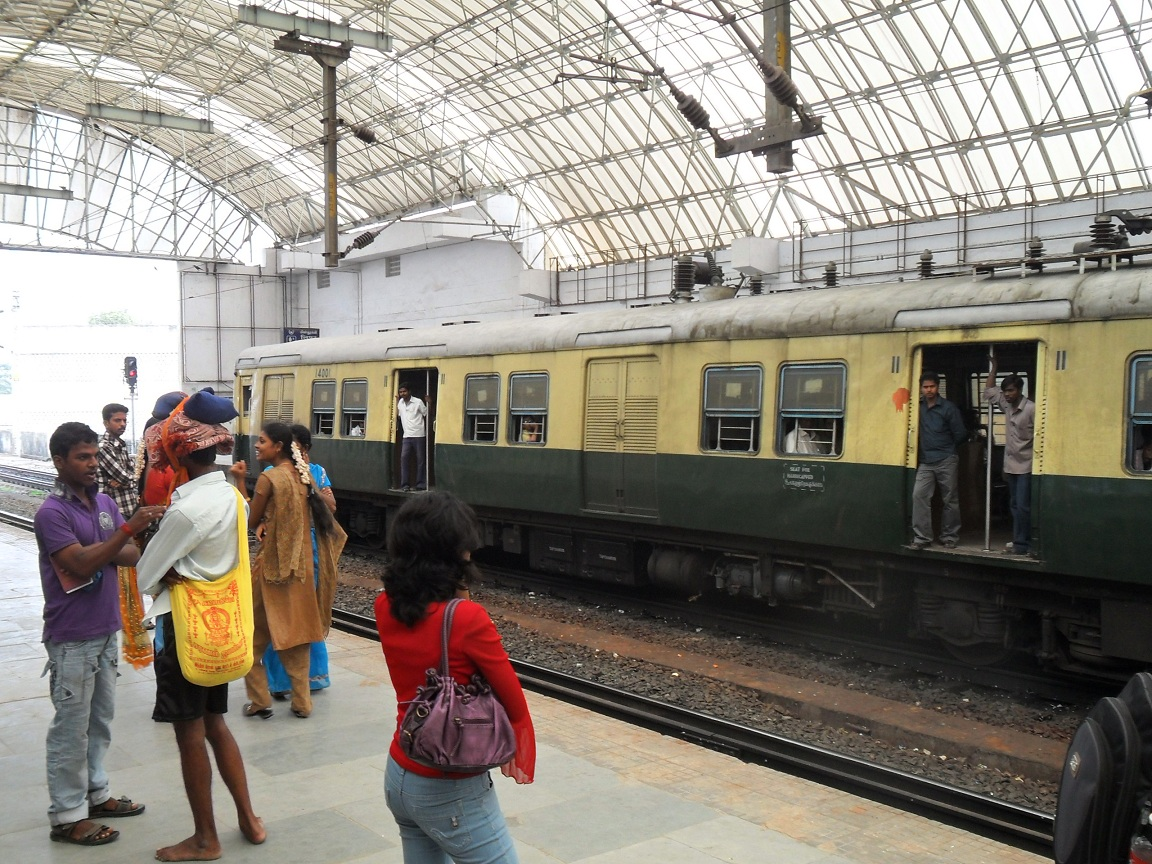
Passagiere und Zug an einem Bahnhof

Das Mass Rapid Transit System Chennai wird von der Southern Railway, einer Tochtergesellschaft der Indian Railways betrieben. Verkehrstechnisch ist es aber von den ebenfalls von der Southern Railway betriebenen Chennaier Vorortbahn getrennt. Aufgrund ihrer separaten Verkehrsführung erfüllt das Mass Rapid Transit System Chennai die Kriterien einer U-Bahn, sie wird aber mit normalen Nahverkehrszügen betrieben und auch nicht als U-Bahn (Metro) bezeichnet.
Das Mass Rapid Transit System Chennai gilt bislang als Misserfolg. Zwischen April 2009 und Januar 2010 fuhr sie Verluste in Höhe von 100 Millionen Rupien ein. Im Jahr 2009 wurde das Mass Rapid Transit System Chennai von rund 80.000 Fahrgästen pro Tag benutzt. Die Passagierzahlen liegen bei weniger als 20 Prozent der geplanten Kapazität. Ein Grund dafür ist die mangelhafte Anbindung an das Stadtbusnetz.
Seit Juni 2015 verfügt Chennai über eine U-Bahn, die Metro Chennai. Es bestehen Überlegungen, dass das Mass Rapid Transit System Chennai von der Metro Chennai übernommen werden könnte.